# Solenaia
Solenaia је род слатководних шкољки из породице Unionidae.

## Станиште
Већина врста у овом роду су ендемске у сливу реке Јангцекјанг, Кина. Остале врсте се налазе на Тајланду, у Североисточној Индији и Кореји.

## Врсте
У WoRMS постоји само једна врста наведена у овом роду. С друге стране, у кинеским изворима има података од најмање пет различитих врста. MussellP база података са Универзитета Висцонсин - Стевенс Поинт, листа има осам различитих врста.
Листа испод сумира ове налазе на следећи начин:
- Solenaia carinata (Heude, 1877)
- Solenaia emarginata (Lea, 1860)
- Solenaia iridinea (Heude, 1874):[7] Познатији као Solenaia oleivora у кинеској литератури.[3][7]
- Solenaia khwaenoiensis Panha & Deein, 2003:[8] Ендемска врста у реци Квај у Тајланду, река у познатом филму Мост на реци Квај.
- Solenaia neotriangularis He & Zhuang, 2013[9][10]
- Solenaia rivularis (Heude, 1877)
- Solenaia soleniformis (Benson, 1836)[4]
- Solenaia triangularis (Heude, 1885)